# Canton d'Amiens-5-Sud-Est
Le canton d'Amiens 5e (Sud-Est) est un ancien canton français situé dans le département de la Somme et la région Picardie.

## Géographie
Ce canton était organisé autour d'Amiens dans l'arrondissement d'Amiens. Son altitude variait de 14 m (Amiens) à 107 m (Cagny) pour une altitude moyenne de 35 m.

## Histoire

### Evolution géographique

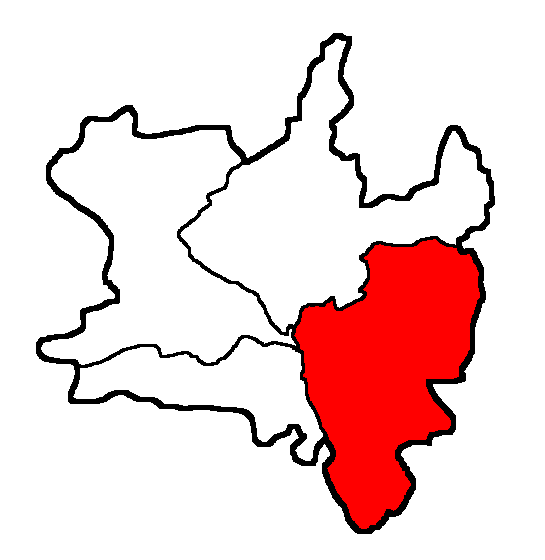
1801-1970
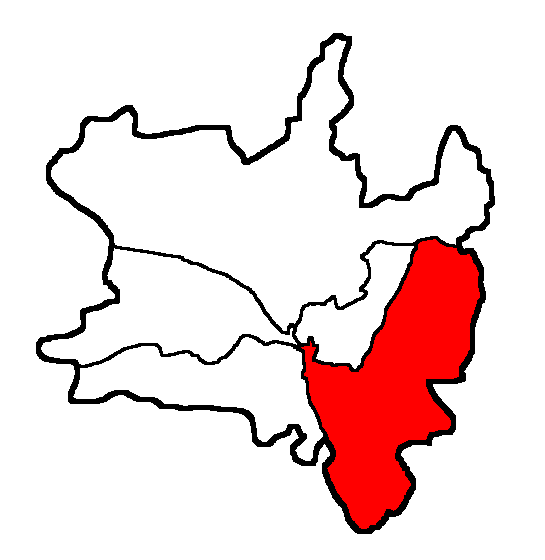
1970-1973
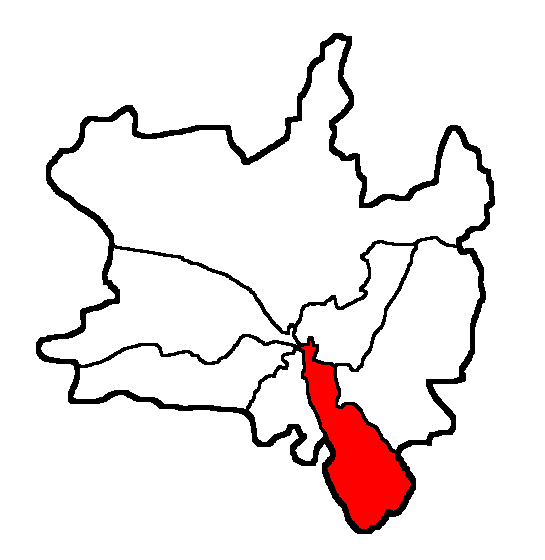
1973-2015

## Représentation

### 1833 - 1973
| Régime                           | Début | Fin             | Conseiller                                 | Parti / Idéologie | Parti / Idéologie                                                          | Observation |
| -------------------------------- | ----- | --------------- | ------------------------------------------ | ----------------- | -------------------------------------------------------------------------- | --- |
| Monarchie de Juillet             | 1833  | 1839            | Alexandre Marie Henri Thiérion de Chipilly |                   |                                                                            | Propriétaire à Amiens Officier de la Garde nationale |
| Monarchie de Juillet             | 1839  | 1848            | Frédéric Charles Boistel-Duroyer           |                   |                                                                            | Propriétaire, maire d'Amiens (1833-1835, 1839-1848) Président du Conseil Général (1847)                                                                                              |
| IIe République                   | 1848  | 1870            | Jean-Baptiste Allou                        |                   |                                                                            | Chef d'institution libre Maire d'Amiens (1861-1865) Recteur de l'Académie de Clermont                                                                                                |
| Second Empire                    | 1848  | 1870            | Jean-Baptiste Allou                        |                   |                                                                            | Chef d'institution libre Maire d'Amiens (1861-1865) Recteur de l'Académie de Clermont                                                                                                |
| IIIe République                  | 1871  | 1889            | Albert Dauphin                             |                   | Républicain modéré                                                         | Avocat, Sénateur (1876-1898), Maire d'Amiens (1870-1871) Président du Conseil Général                                                                                                |
| IIIe République                  | 1889  | 1889            | Georges Boulanger                          |                   | Boulangiste                                                                | Général, élection invalidée |
| IIIe République                  | 1889  | 1901            | Fernand Lévecque                           |                   | RAD                                                                        | Avocat et industriel, Maire d'Amiens (1881-1882 et 1884), conseiller d'arrondissement Député (1883-1898), élu lors d'une élection partielle                                          |
| IIIe République                  | 1901  | 1907            | Alphonse Fiquet                            |                   | RAD                                                                        | Directeur d'une entreprise de tissage, Député (1893-1909), Sénateur (1909-1916) Maire d'Amiens (1875, 1881, 1882-1884, 1896-1897, 1903-1908, 1912-1916), conseiller d'arrondissement |
| IIIe République                  | 1907  | 1913            | Auguste Thierce                            |                   | RAD                                                                        | Directeur d'assurance, Adjoint au Maire d'Amiens |
| IIIe République                  | 1913  | 1919            | Joseph Delasalle                           |                   | FR                                                                         | Commandant en retraite, Adjoint au Maire d'Amiens |
| IIIe République                  | 1919  | 1925            | Aristide Lequai                            |                   | FR                                                                         | Directeur d'une manufacture de vêtements Adjoint au Maire d'Amiens |
| IIIe République                  | 1925  | 1937            | Adrien Dupuis                              |                   | SFIO                                                                       | Cheminot puis menuisier, Conseiller municipal d'Amiens |
| IIIe République                  | 1937  | 1940            | Augustin Dujardin                          |                   | PC-SFIC                                                                    | Cheminot, Syndicaliste CGT Exclu du Conseil général le 15 janvier 1940 |
| 1940-1944 - Occupation allemande |       |                 |                                            |                   |                                                                            | |
| IVe République                   | 1945  | 1949            | Augustin Dujardin                          |                   | PCF                                                                        | Cheminot, Sénateur (1946-1948), Conseiller municipal d'Amiens |
| IVe République                   | 1949  | 1961            | Camille Goret                              |                   | SFIO                                                                       | Avocat, Maire d'Amiens (1953-1959) |
| Ve République                    | 1949  | 1961            | Camille Goret                              |                   | SFIO                                                                       | Avocat, Maire d'Amiens (1953-1959) |
| 1961                             | 1973  | Michel Couillet |                                            | PCF               | Agent SNCF, Député (1962-1968 et 1978-1986), Maire de Longueau (1966-1973) | |

### 1973 - 2015
| Régime        | Début | Fin          | Conseiller          | Parti | Parti                      | Observation                                                                          |
| ------------- | ----- | ------------ | ------------------- | ----- | -------------------------- | ------------------------------------------------------------------------------------ |
| Ve République | 1973  | 2004         | Jean-Claude Broutin |       | CDP , UDF-CDS, UDF-FD, UDF | Avocat, Adjoint au Maire d'Amiens                                                    |
| Ve République | 2004  | 2010 (décès) | Daniel Leroy        |       | PS                         | Professeur, Adjoint au Maire d'Amiens, décédé en cours de mandat                     |
| Ve République | 2010  | 2014         | Brigitte Fouré      |       | UDI-NC                     | Maître de conférence, Maire d'Amiens (2002-2007 et depuis 2014), démissionne en 2014 |
| Ve République | 2014  | 2015         | Olivier Mira        |       | UDI-NC                     | Directeur général d'une association                                                  |

À la suite du redécoupage de 2014, ce canton se retrouve dans le nouveau canton d'Amiens-5.

### Conseillers d'arrondissement (de 1833 à 1940)
| Période                                  | Période          | Identité                  | Étiquette           | Qualité |
| ---------------------------------------- | ---------------- | ------------------------- | ------------------- | --- |
| 1833                                     | 1848             | Nicolas Créton            |                     | Avocat, conseiller municipal d'Amiens                                                                            |
|                                          |                  |                           |                     | |
| 1880                                     | 1889             | Alphonse Fiquet           | Républicain radical | Négociant et industriel dans le textile, maire d'Amiens (1875, 1881, 1882-1884, 1896-1897, 1903-1908, 1912-1916) |
| 1889                                     | 1890 (démission) | Fernand Lévecque          | RAD                 | Avocat et industriel, Maire d'Amiens (1881-1882 et 1884), Député (1883-1898)                                     |
|                                          |                  |                           |                     | |
| 1913                                     | 1919             | Georges Antoine           | Républicain libéral | Architecte, ancien maire d'Amiens (1910-1912)                                                                    |
| 1919                                     | 1924 (décès)     | Lucien David              | Radical             | Chef-mécanicien retraité de la Compagnie des chemins de fer du Nord, conseiller municipal d'Amiens               |
| 1924                                     | 1925             | Adrien Dupuis (1888-1959) | SFIO                | Menuisier, conseiller municipal d'Amiens                                                                         |
| 1925                                     | 1934             | Rodolphe Tonnellier       | SFIO                | Professeur d'école normale d'instituteurs à Amiens, député (1930-1936)                                           |
| 1934                                     | 1940             | Émile Pépin               | FR                  | Conseiller municipal d'Amiens                                                                                    |
| 1940                                     |                  |                           |                     | Les conseils d'arrondissement ont été suspendus par la loi du 12 octobre 1940 et n'ont jamais été réactivés      |
| Les données manquantes sont à compléter. |                  |                           |                     | |

## Composition

### De 1970 à 2015
| Communes | Population (Modèle:Données/Canton d'Amiens-5-Sud-Est/évolution population) | Code postal | Code Insee |
| -------- | -------------------------------------------------------------------------- | ----------- | ---------- |
| Amiens   | 135 501 (1)                                                                | 80000       | 80021      |
| Cagny    | 1 400                                                                      | 80330       | 80160      |

(1) fraction de commune.

## Démographie
| 1962 | 1968 | 1975 | 1982 | 1990 | 1999 | 2009 |
| ---- | ---- | ---- | ---- | ---- | ---- | ---- |
| -    | -    | -    | -    | -    | -    | -    |